# Anillinus barberi
Anillinus barberi är en skalbaggsart som beskrevs av René Gabriel Jeannel. Anillinus barberi ingår i släktet Anillinus och familjen jordlöpare. Inga underarter finns listade i Catalogue of Life.